# キノー
キノー（Кино、Kino）は、ソビエト連邦時代に活動していたロックバンド。ソビエト連邦を代表するロックバンドである。音楽的には、ポストパンクとニュー・ウェイヴにインスパイアされている。バンド名は「映画」を意味している。ボーカルのヴィクトル・ツォイは、現在のロシア連邦でもロックの神様と呼ばれている。

## 概要
1981年、キノーはレニングラード（現在のサンクトペテルブルク）にて前身となる二つのグループ、PiligrimとPalata no.6のメンバーにより結成された。ボーカルのヴィクトル・ツォイとギタリストのアレクセイ・リュービン、ドラマーのオレフ・ヴァリンスキーの三人がメンバーであった。しかし、ヴァリンスキーは徴兵のため間もなくバンドを脱退した。1982年の春、彼らはレニングラード・ロック・クラブで演奏活動を開始し、そこでアングラで活動していたボリス・グレベンシコフに出会った。
彼らは当初アレクセイ・ニコラエヴィッチ・トルストイの小説『ガーリン技師と双曲面』から採った"Garin i Giperboloidy"（ガーリンと双曲面）を名乗っていたが、グレベンシコフに出会った頃、キノーに改称した。それは、短く「総合的」で、そしてたったの二音節しか無いので世界中の人々に容易に発音できるからであった。ツォイとリュービンは後に、映画館の輝く看板を見てそこからアイディアを得たと語っている。
当時ソ連においてロックミュージックは「ブルジョワ的」で好ましくない存在と政府にみなされていたため、その時代のロックバンドと同様、当初は個人のアパートメントで開かれる半地下的なクラブでのみ演奏していた。
キノーはデビュー・アルバムとなる『45』をリリースした。当時キノーは二人だけだったため、グレシニコフは彼のバンドであるアクアリウムのメンバーにレコーディングを協力するよう提案した。ドラマーがいなかったため、ドラムマシンで代用した。この『45』はこのアルバムに収録された13曲の合計時間が45分だったことに由来する。
バンドの責任はツォイとリュービンで分担されていた。ツォイは作曲作詞を担当し、一方リュービンはコンサートの組織やリハーサル、レコーディングのセッションなど運営を全て担当していた。しかし、二人の間に生じた多くの違いが頂点に達し、1983年春には二人の間に深刻な対立が生じてしまった。ツォイは特にリュービンの曲に悩まされ、一方リュービンは彼の絶対的なリーダーシップを嫌っていた。そして二人は口も利かなくなり、リュービンはバンドを去ってしまった。同年ユーリ・カスパリァン、翌年にはゲオルギー・グリアノフ、アレクサンドル・チトフが加入し四人編成になった。
アレクサンドル・チトフはアクアリウムとキノーのメンバーだったが、1985年11月、彼は他のグループに賛同しキノーを脱退した。彼の後継にはジャズピアニストのイゴール・チホミロフが就き、彼は解散まで所属した。
1986年の春、第4回ロッククラブフェスティバルにて、「Дальше действовать будем мы」（私達は行動し続けるだろう）でグランプリを受賞する。夏には、彼らはセルゲイ・リセンコと共に映画撮影のためキエフへ旅行した。7月にモスクワにてアクアリウムとアリーサとコンサートを開催した。後に、この3つのバンドとコンピレーション・アルバムの『Red Wave』を共同制作し、アメリカのカリフォルニアにて1万枚を売上げた。ソ連のロックミュージックとして初めて西側諸国でリリースされた作品となった。
この年以降、ツォイは俳優活動を始めたが、キノーのための曲制作を続けた。『Игла』（針）では主演を務め、バンドの名をより有名にした。1988年のアルバム『ブラッド・タイプ (Группа крови)』（血液型）でその人気は頂点に達した。ユーリー・カスパリャンはアメリカ人女性のジョアンナ・ストリングレーと結婚し、彼女は外国からより高性能の機材を持ち込んだ。それにより、このアルバムはそれまで使うことの出来た機材からかけ離れた機材を用い、技術的にもヨーロッパやアメリカに並んだ初めてのレコーディングとなった。このアルバムは西側で賞賛され、1989年にキャピトル・レコードからリリースされ、ロック評論家のロバート・クリストガウが賞賛した。
ソ連の中央テレビで演奏が放映され、ロシア・ロックを特集した1987年の映画『アッサ』では幾千もの聴衆の前で演奏した。この後、キノーの人気が全国的に一世を風靡し、80年代のソ連の若者の心を捕えた。
全国的な名声を獲得した後、東側諸国はもとより西側諸国からも公演の依頼が舞い込むようになった。デンマークでアルメニア地震の義援金のためのチャリティーコンサートに参加し、フランスやイタリアで公演した。1989年にはニューヨークで『Игла』（針）の初公開を行い、小規模のコンサートを開催した。
1989年頃、バンドを有名にしたツォイの内省的な曲とバランスを取るために、より快活な曲を演奏するバンドを新たに作ることを決めた。
1990年6月、長期に渡った演奏旅行の後、フランスでレコーディングする前に短期間活動を休止した。しかし、ツォイは8月15日に釣りから帰る途中、トゥクムスにて自動車事故によって急逝してしまった。彼の死はソ連社会に衝撃を与えた 。
ツォイは死ぬ直前にラトビアでいくつかの曲を収録していた。それを残ったメンバーが彼に捧げるアルバムとして12月にリリースした。正式な名称は付けられなかったものの、カバーが黒く塗りつぶされていたことから『Chyorny albom (Чёрный альбом)』（黒いアルバム）と呼ばれた。その後すぐ、キノーは記者会見を開きバンド解散を発表した。
全ての曲はヴィクトル・ツォイによって書かれた。彼の作詞は簡素で詩的な特徴があった。全体的に、自由へのテーマが循環しているのを除いて（ある曲は「アナーキーの母」と名付けられていた）、明確に政治的なメッセージは発していなかった。彼らの曲の焦点は、ある人間の人生の闘いや、愛、戦争、自由の追求など全般に及んでいた。日常生活での要素が歌詞の語彙に埋め込まれていた。
ツォイ死後の1993年からロシアのレーベル「MOROZ Records(モロゾレコード)」から過去の作品(初リリースを含む)やベストアルバムがリリースされたが、キノーの作品の著作権に関して深刻な意見の相違があった。アレクサンダー・リプニツキーによると、第三者の権利はツォイの未亡人とレコード会社によって侵害された。同時に、狡猾な計画が使用された。2001年にツォイの未亡人とバンドのメンバーはサンクトペテルブルクの地方裁判所でレコード会社に対して訴訟を起こした。当時彼らは何も訴えることができなかったが。2003年にモスクワで2回目の試みを行い、知的財産の保護に専門的に従事している法律事務所に連絡した。2018年4月に勝利し、バンドの権利は会社から押収された。現在は作品の再販を「Maschina Records」で販売している。
最初のロシアのロックバンドとして、後進のバンドに大きな影響を与えている。1999年12月31日、ロシアのラジオ局は20世紀のロシアンロックのベスト100の投票を呼びかけた。キノーは他のバンドより多い10曲がランクインし、「ブラッド・タイプ (Группа крови)」が一位となった。コムソモリスカヤ・プラウダ紙はキノーをロシアで二番目に影響力のあるバンドだと評した。加えて、2007年にはローリング・ストーン誌ロシア語版では世界を変えた40曲の一つに選ばれた。
2012年、ツォイの50歳の誕生日に、バンドは一時的に再会し、もともとブラックアルバムに収録する予定だった曲「Атаман(Ataman)(アタマン)」を録音した。当時この曲は音質が悪かったことから含まれていなかったため、この曲はアルバムには収録されなかった。本作はバンドの最後の楽曲であり、翌年2013年7月20日に癌で死去したゲオルギー・グリヤノフが参加した最後の曲となった。
2021年5月14日、モスクワでコンサートが行われた。以降2023年現在も行なっている。

## 逸話

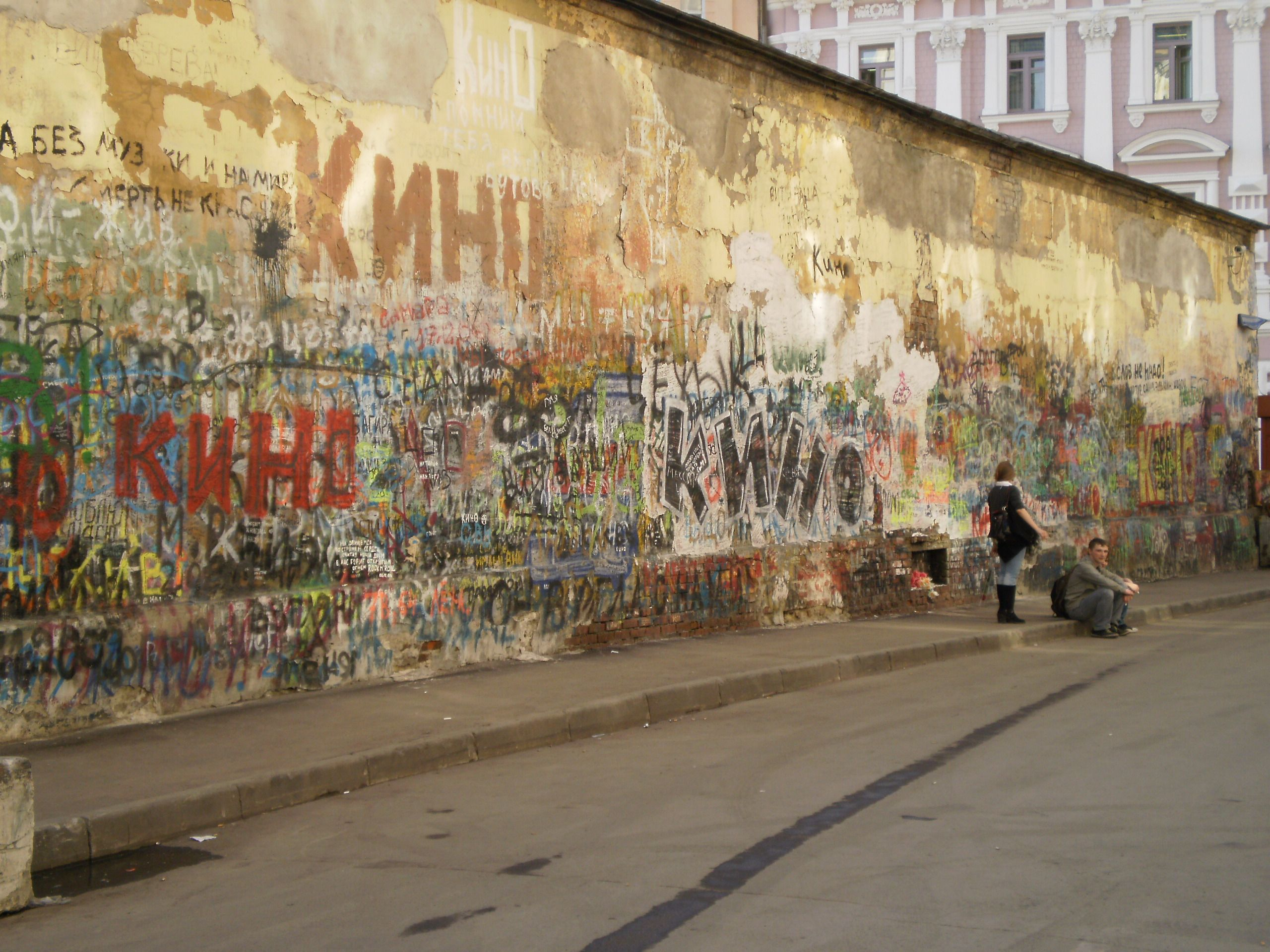
ツォイの壁

- ツォイは彼の曲の社会性や政治的なテーマについて聞かれても、作品がジャーナリズムに結び付けられることを望まないと語った[1]。
- 1990年のルジニキ・スタジアムでの公演では、それまで4回しか灯されなかったオリンピック聖火台に火が灯された。
- キノーは現代ロシアでも人気があり、ツォイは特にカルト・ヒーローである。バンドの人気は「キノマニア」として言及され、ファングループは「キノフィル」として知られる。モスクワのアルバート通りには「ツォイの壁」と呼ばれる、ボイラー室の壁がある。ファンの間では聖地となっており、訪れてはメッセージを残している[18]。
- 2019年、アメリカのメタルバンドメタリカがモスクワ公演で 「ブラッド・タイプ」をカバーした。

## メンバー

### 最終的なメンバー
ヴィクトル・ツォイ (Viktor Tsoi)
リード・ボーカル、ギター、ベース (1981年–1990年、1990年死去)
朝鮮系カザフ人とロシア人のハーフである。
1990年8月15日、交通事故で死去。28歳没。
ユーリー・カスパリャン (Yuri Kasparyan)
リード・ギター (1983年–1990年)
バンド解散後はしばらく活動していなかったが、 1995年、ノーチラス・ポンピリウスの元フロントマン
ヴャチェスラフ・ブツソフと2度のコラボレーションを経て、2001年にЮ-Питер(U-Peter)(ユーピーター)を結成し5枚アルバムをリリース後2017年解散。
ゲオルギー・グリアノフ (Georgiy Guryanov)
ドラム、パーカッション (1986年–1990年、2013年死去)
バンド解散後は音楽から離れて画家として活動したが、キノーの楽曲のレコーディングには参加していた。
2013年7月20日、C型肝炎と肝臓癌、膵臓癌のため死去。52歳没。
イゴール・チホミロフ (Igor Tikhomirov)
ベース (1986年–1990年)
バンド解散後はDDTのベースとして加入した。(後に脱退)

### 脱退したメンバー
アレクセイ・リュービン (Aleksei Rybin)
ギター (1981年–1983年)
オレフ・ヴァリンスキー (Oleg Valinsky)
ドラム (1981年–1982年)
ボリス・グレベンシコフ (Boris Grebenshchikov)
シンセサイザー、制作 (1981年–1984年)
アクアリウムのフロントマン。
ミハイル・ヴァシレフ (Mikhail Vasilev)
ドラムマシン (1982年–1983年)
アレクサンドル・チトフ (Aleksandr Titov)
ベース、パーカッション (1984年–1985年)
アクアリウムのベースとしても活動。
アレクセイ・ヴィシュニャ (Aleksei Vishnia)
ドラムマシン (1985年–1988年)
アンドレイ・クリサーノフ (Andrey  Krisanov)
ベース (1986年、2018年死去)

## ディスコグラフィ

### スタジオ・アルバム
- 45 (1982年)
- 46 (1983年)
- Nachalnik Kamchatki (1984年)
- Eto ne lyubov... (1985年)
- Noch (1986年)
- 『ブラッド・タイプ』 - Gruppa krovi (1988年) ※GTA IV「Vladivostok FM」収録曲
- Posledniy geroy (1989年) ※フランスのOFF THE TRACKよりLe Dernier Des Herosとしてリリース
- Zvezda po imeni Solntse (1989年)
- Chyorny albom (1990年)